# Kreete Verlin
Kreete Verlin (* 14. Februar 1997) ist eine estnische Hürdenläuferin, die sich auf die 100-Meter-Distanz spezialisiert hat und auch im Weitsprung sowie im Sprint an den Start geht.

## Sportliche Laufbahn
Erste internationale Erfahrungen sammelte Kreete Verlin beim Europäischen Olympischen Jugendfestival (EYOF) 2013 in Utrecht, bei dem mit 5,65 m im Weitsprung den achten Platz belegte. 2016 nahm sie im Hürdensprint an den U20-Weltmeisterschaften in Bydgoszcz teil, schied dort aber mit 14,11 s in der ersten Runde aus. Im Jahr darauf schied sie bei den U23-Europameisterschaften ebendort mit 13,73 s im Vorlauf aus. 2019 erreichte sie bei den Europaspielen in Minsk in 13,71 s den 14. Platz im Hürdenlauf und belegte im Weitsprung mit 5,76 m Platz 27. Anschließend konnte sie bei den U23-Europameisterschaften in Gävle ihren Vorlauf im Hürdensprint nicht beenden und verpasste im Weitsprung mit 5,94 m eine Finalteilnahme. 2021 scheiterte sie bei den Halleneuropameisterschaften in Toruń mit 8,24 s in der ersten Rund über 60 m Hürden und auch bei den Hallenweltmeisterschaften im Jahr darauf in Belgrad kam sie mit 8,22 s nicht über den Vorlauf hinaus. 2023 wurde sie bei der 2. Liga der Team-Europameisterschaft im Rahmen der Europaspiele in Chorzów mit 5,94 m Zwölfte im Weitsprung und gelangte mit der 4-mal-100-Meter-Staffel mit 44,21 s Erste. Bei den World Athletics Relays 2024 in Nassau wurde sie in 45,56 s Siebte im C-Lauf in der 2. Qualifikationsrunde über 4-mal 100 Meter für die Olympischen Spiele in Paris und verpasste somit die Direktqualifikation. Anschließend schied sie bei den Europameisterschaften in Rom mit 53,37 s im Vorlauf aus. 2025 kam sie bei den Halleneuropameisterschaften in Apeldoorn mit 8,08 s nicht über die Vorrunde über 60 m Hürden hinaus, nachdem sie zuvor in Luxemburg mit 8,06 s einen neuen Landesrekord über diese Distanz aufgestellt hatte. Kurz darauf schied sie bei den Hallenweltmeisterschaften in Nanjing mit 8,21 s im Halbfinale aus.
2020 wurde Verlin estnische Meisterin im 100-Meter-Hürdenlauf sowie 2021 über 200 Meter. Zudem wurde sie 2022 Hallenmeisterin im 60-Meter-Lauf sowie über 200 Meter und 60 m Hürden.

## Persönliche Bestleistungen
- 100 Meter: 11,80 s (+0,4 m/s), 16. Juni 2023 in Jöhvi
  - 60 Meter (Halle): 7,31 s, 29. Januar 2023 in Tallinn
- 200 Meter: 24,31 s (+0,3 m/s), 11. August 2019 in Varaždin
  - 200 Meter (Halle): 23,80 s, 27. Februar 2022 in Tallinn
- 100 m Hürden: 13,17 s (+0,7 m/s), 29. Juli 2023 in Tallinn
  - 60 m Hürden (Halle): 8,06 s, 19. Januar 2025 in Luxemburg (estnischer Rekord)
- Weitsprung: 6,40 m (+1,7 m/s), 9. August 2020 in Tallinn